# Erotjeman
Erotjeman (en marshallais Iroijeman) est un îlot de l'atoll de Wotho, dans les Îles Marshall. Il est situé au sud-est de l'atoll et est inhabité.